# Norra och Södra Vedbo domsaga
Norra och Södra Vedbo domsaga var en domsaga i Jönköpings län, bildad 1799 när Södra Vedbo, Norra Vedbo och Vista häraders domsaga delades och Vista härad överfördes till Tveta, Vista och Mo domsaga. 1971 upplöstes domsagan och verksamheten överfördes till Eksjö tingsrätt.

## Tingslag
Under Norra och Södra Vedbo domsaga lydde först två tingslag. Den 1 januari 1948 (enligt beslut den 10 juli 1947) slogs dessa ihop för att bilda Norra och Södra Vedbo domsagas tingslag.

### Från 1799
- Norra Vedbo tingslag
- Södra Vedbo tingslag

### Från 1948
- Norra och Södra Vedbo domsagas tingslag

## Häradshövdingar
- 1799–1819 Martin Lorentz Munthe
- 1820–1839 Erik Gustaf Holm
- 1840–1863 Lars Löwenadler
- 1863–1874 Bror Wilhelm Hernblom
- 1875–1881 Claes Wilhelm Carlsson
- 1882–1908 Gustaf Berg
- 1908–1924 Ludvig Sandberg
- 1924–1926 Herman Rogberg
- 1927–1949 Pehr Cederschiöld
- 1950–1966 Harry Ivrell
- 1966–1968 Rune Lindgren (tillförordnad)
- 1968–1970 Eric Odevall